# لاك أو بروشيه (كيبك)
لاك أو بروشيه (بالإنجليزية: Lac-au-Brochet, Quebec)‏ هي منطقة غير منظمة، تقع في كوت نورد، كيبك، في كندا. يقدر عدد سكانها بـ 0 نسمة ومساحتها 10.176.70 كم2. وتُشكل أكثر من 83% من بلدية مقاطعة لا هوت كوت نورد الإقليمية.